# Rigsdagen
 Denne artikel omhandler Den danske Rigsdag. Opslagsordet har også en anden betydning, se Rigsdag.
Ordet Rigsdagen er brugt to gange i Danmarks historie i forskellig statsretslig sammenhæng. Før enevældens indførelse var det en forsamling af rigets stænder, som diskuterede og nogen gange traf beslutninger om rigets sager og om hvorledes landet skulle styres.

## Moderne forståelse
Med 1849-grundloven fik Danmark sit første demokratiske parlament, Rigsdagen, der bestod af Folketinget og Landstinget. Kompetencefordelingen mellem de to ting var ikke ordentligt klarlagt, hvilket gav anledning til en langvarig forfatningskamp fra 1866 til 1915. Rigsdagen holdt i begyndelsen til i nogle lokaler på Christiansborg, men efter at slottet brændte ned i 1884 havde Rigsdagen frem til 1918 hjemsted i ingeniørkasernen i Fredericiagade i de lokaler, hvor man i dag finder Østre Landsret .
I starten fandtes der ingen partier. I 1849 forventede man, at folket skulle tilkendegive sin vilje, ikke gennem partier, men via enkeltpersoner, der så blev valgt på grund af deres synspunkter og personlige egenskaber. Det var ikke alle, der kunne stille op til Rigsdagen. Kvinder var udelukket. Mænd skulle være over 30 år og skulle have en vis formue. Udelukket var også ca. en fjerdedel af den mandlige befolkning over 30 år, primært tjenestefolk og modtagere af fattighjælp. I 1953 blev Rigsdagen afløst af Folketinget som Danmarks parlament.